# Ambohitrandriamanitra
Ambohitrandriamanitra is een plaats en commune in het centrum van Madagaskar, behorend tot het district Manjakandriana, dat gelegen is in de regio Analamanga. Tijdens een volkstelling in 2001 telde de plaats 8.120 inwoners.
De plaats biedt naast lager onderwijs ook middelbaar onderwijs aan. 87 % van de bevolking werkt als landbouwer. De belangrijkste landbouwproducten zijn rijst en bonen; andere belangrijke producten zijn maniok en aardappelen. Verder is 12% actief in de dienstensector en heeft 1% een baan in de industrie.